# Idioma klingon
El idioma klingon (tlhIngan Hol, transcrito fonéticamente como /ˈt͡ɬɪŋɑn xol/) es una lengua construida y artística, desarrollada por Marc Okrand para los estudios Paramount Pictures, como lengua vernácula de la raza klingon en el universo de Star Trek. Fue diseñado con un orden de palabras tipo Objeto Verbo Sujeto (OVS) para hacerlo menos intuitivo y darle un aspecto más alienígena.[cita requerida]
El actor James Doohan creó los sonidos básicos, junto con unas pocas palabras para la primera película basada en la serie original Star Trek: La película (1979). Hasta ese momento los klingon siempre se habían expresado en inglés. Posteriormente Marc Okrand amplió el escaso vocabulario creado por Doohan, creando un amplio léxico y una gramática completa para Star Trek III: En busca de Spock y las producciones posteriores.
El idioma klingon es denominado a veces como klingonese (traducible al español como «klingonés»), si bien esta denominación suele ser empleada por los propios hablantes de klingon para designar otra lengua de los klingon que aparece en las novelas de John M. Ford basadas en el mundo de Star Trek, el klingonaase.

## Idioma

Qapla'

La lengua klingon ha sido diseñada a imagen de la cultura ficticia de hábitos guerreros a la que vehicula. Por ejemplo, hay varias palabras que significan ‘luchar’ o ‘enfrentarse’, con diferentes grados de intensidad. Hay una gran cantidad de palabras referentes a la guerra y al armamento, así como una gran variedad de insultos (lo cual se considera un refinado arte en la cultura klingon). En el episodio piloto de la serie Star Trek: Enterprise se afirma que el idioma klingon posee ochenta dialectos poliguturales construidos sobre una sintaxis adaptable. Ese mismo episodio muestra que el primer personaje humano en aprender fluidamente este idioma fue la alférez Hoshi Sato, gracias a una base de datos lingüística suministrada por el embajador vulcano en la Tierra.
La productora Paramount posee el copyright sobre el diccionario oficial y sobre otras descripciones canónicas de la lengua. Una descripción del idioma klingon puede encontrarse en el libro de Okrand The Klingon Dictionary (El diccionario de klingon). Otros trabajos notables acerca del tema son The Klingon Way (El modo klingon), que incluye dichos y proverbios klingon, Klingon for the Galactic Traveler (Klingon para el viajero galáctico) y dos producciones sonoras, Conversational Klingon (Klingon conversacional) y Power klingon (Poder klingon).
También se han editado tres libros en este idioma, ghIlghameS (Gilgamesh), Hamlet (Hamlet) y paghmo' tİn mİS (Mucho ruido y pocas nueces). Estas dos últimas elecciones fueron inspiradas por el personaje del Canciller Gorkon en la película Star Trek VI: Aquel país desconocido, quien llega a afirmar que es mejor leer a Shakespeare en el klingon original.

### Relación con otros idiomas
Se ha afirmado que el idioma klingon toma elementos de lenguas indígenas norteamericanas, y particularmente del mutsun, debido a la formación de Marc Okrand en esta área. Sin embargo, no se encuentra un parecido evidente y la creación podría ser completamente independiente, con un vocabulario nuevo generado aleatoriamente.
Algunas características del klingon se han tomado de otros lenguajes existentes, como por ejemplo:[cita requerida]
- el prefijo del pronombre relativo para verbos es similar a una construcción del suajili.
- los prefijos de pronombre de los verbos también se dan en suajili y náhuatl.
- la unión de los prefijos de pronombre al sujeto y al objeto es paralela a la del náhuatl.
- el uso de una oración como subordinada sustantiva añadiéndole e procede del sánscrito, que utiliza iti de la misma forma.
- las reglas para el uso de la palabra je (la conjunción copulativa 'y') son similares a las del sánscrito, que usa ca.
- la palabra HoD ('capitán') es, en inglés, un acrónimo de Head of Department (jefe de departamento).

## Comunidad de hablantes
Algunos trekkies dedican su tiempo a aprender este idioma, que incluso puede oírse en algunas convenciones de Star Trek. Suelen utilizarse términos como nuqneH, que se traduce como ‘¿qué es lo que quieres?’, siendo la expresión más cercana a un educado saludo en este idioma de guerreros. Otra expresión que se emplea es Qapla' , cuya traducción es compleja, pero podría traducirse como ‘(te deseo) honor’ y suele ser usada tanto como saludo respetuoso como despedida. [N.E. La traducción de Qapla'  vendría a ser algo como ‘que tengas el honor de morir en batalla y nunca sobrevivir a la derrota’]

### Asociaciones
El Klingon Language Institute (KLI) es una asociación de aficionados al lenguaje Klingon que sirve de foro comunitario y promueve el conocimiento mediante la publicación de libros, la organización de eventos y la publicación de un boletín trimestral. Entre otras actividades recogen listas de vocabulario que no han aparecido en las publicaciones de los autores del klingon. El (KLI) está constituido como sociedad sin ánimo de lucro en Estados Unidos y es usuario autorizado de las marcas propiedad de Paramount.

## Fonología
El idioma klingon fue desarrollado con una fonología que tratase de parecer alienígena, si bien está basado en los lenguajes naturales. Este efecto es logrado principalmente por el uso de un número determinado de consonantes retroflejas y uvulares dentro del repertorio fonético de este idioma. Los lenguajes naturales utilizan, además, otros mecanismos de fonación, junto a la habitual egresión pulmonar, mecanismos que no son usados en el idioma klingon, probablemente porque estos sonidos son más difíciles de aprender a producir si el lenguaje nativo del aprendiz de klingon no los incorpora.
El klingon posee 21 consonantes (en la lista aquí hay 22, porque la <D> tiene dos pronunciaciones posibles), y solo 5 vocales cardinales, y puede escribirse con caracteres latinos, aunque también tiene sistemas de escritura propios, como se explica más abajo. En el caso de ser escrito con el alfabeto latino, la ortografía del idioma puede presentar caracteres escritos en mayúscula o minúscula, expresando sonidos no intercambiables; las letras mayúsculas representan sonidos diferentes a los que podría esperar un hablante de inglés (el idioma nativo de su creador). En las explicaciones que se muestran a continuación, la ortografía normalizada del klingon se muestra <entre mayor y menor>, y la transcripción fonética del Alfabeto Fonético Internacional aparece escrita /entre barras/.

### Consonantes
El repertorio de consonantes en klingon puede variar teniendo en cuenta el punto de articulación. No obstante, existen varias lagunas, ya que no posee consonantes velares y tan solo cuenta con una sibilante.
|             |             | Labial | Dental o alveolar | Dental o alveolar | Retrofleja | Postalveolar o palatal | Velar  | Uvular | Glotal |
| Central     | Lateral     | Labial |                   |                   | Retrofleja | Postalveolar o palatal | Velar  | Uvular | Glotal |
| ----------- | ----------- | ------ | ----------------- | ----------------- | ---------- | ---------------------- | ------ | ------ | ------ |
| Plosiva     | sorda       | p /pʰ/ | t /tʰ/            |                   |            |                        |        | q /qʰ/ | ' /ʔ/  |
| Plosiva     | sonora      | b /b/  |                   |                   | D /ɖ/      |                        |        |        |        |
| Africada    | sorda       |        |                   | tlh /t͡ɬ/          |            | ch /t͡ʃ/                |        | Q /q͡χ/ |        |
| Africada    | sonora      |        |                   |                   |            | j /d͡ʒ/                 |        |        |        |
| Fricativa   | sorda       |        |                   |                   | S /ʂ/      |                        | H /x/  |        |        |
| Fricativa   | sonora      | v /v/  |                   |                   |            |                        | gh /ɣ/ |        |        |
| Nasal       | Nasal       | m /m/  | n /n/             |                   |            |                        | ng /ŋ/ |        |        |
| Vibrante    | Vibrante    |        | r /r/ (/ɹ/)       |                   |            |                        |        |        |        |
| Aproximante | Aproximante | w /w/  | r /r/ (/ɹ/)       | l /l/             |            | y /j/                  |        |        |        |

Labiales
<p> — /pʰ/ — Aspirada bilabial plosiva sorda, acompañada de una aspiración de aire no solo en la posición inicial, sino en todas las posiciones de la palabra (como en español la p de pan pronunciada en un suspiro).
<b> — /b/ — Bilabial plosiva sonora (como en español bueno)
<m> — /m/ — Bilabial nasal (como el español mano)
<v> — /v/ — Labiodental fricativa sonora (no existe en español; como en inglés van o el alemán wenn)
Coronales
<t> — /tʰ/ — Aspirada alveolar plosiva sorda (como en español tema pronunciada en un suspiro)
<D> — /ɖ/ — Retrofleja plosiva sonora (como en sueco nord)
<D> — /ɳ/ — Retrofleja nasal, un alófono sobre la consonante abierta (como en sueco Vänern)
<n> — /n/ — Alveolar nasal (como en español naríz)
<r> — /r/ — Alveolar vibrante (vibración similar a la rojo en español)
<S> — /ʂ/ — Fricativa retrofleja sorda (como en mandarín Shànghǎi)
<l> — /l/ — Alveolar lateral aproximante (como en español letra)
Dorsales
<q> — /qʰ/ — Aspirada plosiva uvular sorda (como en árabe Qur'an  pero con aspiración)
<ng> — /ŋ/ — Velar nasal (como en español angustia)
<H> — /x/ — Fricativa velar sorda (como la jota del español o el escocés loch)
<gh> — /ɣ/ — Fricativa velar sonora (como en árabe Baghdad y similar al español vago)
<y> — /j/ — Palatal aproximante (como yo en algunos dialectos del español o como el inglés yes)
<w> — /w/ — Labio-velar aproximante (como en inglés wash; similar al español huevo)
Glotales
<'> — /ʔ/ — Oclusiva glotal (no existe en español, similar a la parada entre la y harina cuando se pronuncia con cuidado; en francés ídem en les hérissons; en inglés ídem en uh-oh)
Africadas
<ch> — /ʧ/ — Postalveolar africada sorda (como en español chicharra)
<j> — /ʤ/ — Postalveolar africada sonora (similar a cónyuge del español; en inglés como en John')
<tlh> — /t͡ɬ/ — Alveolar lateral africada sorda (como en náhuatl náhuatl)
<Q> — /q͡χ/ — Uvular africada sorda (presente en lenguas como el cabardiano, nez percé o wólof)

### Vocales
A diferencia de las consonantes, el repertorio de vocales en klingon es muy simple, constando de cinco en total. Las dos vocales frontales <e> y <İ> representan sonidos existentes en inglés, si bien son más abiertos y relajados de lo que un hablante de inglés puede interpretar cuando lee un texto klingon escrito en caracteres latinos, y provocando que las consonantes de una palabra sean más destacadas. Este aspecto, junto con la ausencia de diptongos, remarcan la sensación de que el klingon es un idioma fabricado y aun agresivo al oído.
Vocales
<a> — /ɑ/ — Vocal abierta posterior no redonda
<e> — /ɛ/ — Vocal semiabierta no redonda
<I> — /ɪ/ — Vocal semicerrada casi frontal no redonda
<o> — /o/ — Vocal semicerrada posterior redonda
<u> — /u/ — Vocal cerrada posterior redonda

#### Énfasis vocálico
En verbos, la sílaba enfatizada es normalmente el propio verbo, en oposición a un prefijo o a cualquier sufijo, excepto cuando este último acaba en '. En este caso se separa del verbo por, al menos, otro sufijo, estando así el sufijo acabado en ' también enfatizado. De esta forma, el énfasis puede cambiar un sufijo significante a enfático.
En nombres, la sílaba final de la raíz (el mismo nombre, excluyendo todos los afijos) es enfática. Si no hay ninguna sílaba que finalice en ' el énfasis recae en esas sílabas.
El énfasis en otras palabras parece ser variable, si bien no es un aspecto muy problemático, ya que la mayoría de esas palabras suelen ser unisilábicas. Incluso hay algunas palabras que deberían respetar las reglas habituales, pero no suelen hacerlo, ya que estas reglas no se aplican de forma muy estricta.

### Silabización
La estructura silábica en klingon es bastante estricta: una sílaba debe comenzar con una consonante (incluyendo la parada glotal) seguida por una vocal. Los prefijos y otras sílabas poco comunes están formados por esta simple combinación. Es muy frecuente que una pareja consonante-vocal sea seguida por una consonante o alguna de las tres parejas biconsonánticas: /-w' -y' -rgh/. De esta forma, ta (registro), tar (veneno) y targh (targ, un animal) son sílabas permitidas en klingon, pero no así *tarD o *ar. Sin embargo, existe un sufijo con la combinación vocal-consonante, el prefijo afectivo -oy.

## Gramática
El klingon es una lengua aglutinante, que utiliza normalmente afijos para variar el significado o la función de las palabras, aunque algunos nombres poseen una forma plural específica, como por ejemplo  jengva'  (plato) y ngop (platos).
En klingon los sustantivos añaden sufijos para indicar el número gramatical, género, dos niveles de deixis, posesión y funcionalidad sintáctica. En total existen 29 sufijos sustantivos de cinco clases diferentes que pueden ser utilizados en un nombre, como en jupoypu'na'wI'vaD  ("para mis queridos amigos verdaderos"). Los hablantes de klingon están bastante limitados, ya que no pueden añadir más que un sufijo por cada una de las cinco clases, teniendo cada clase un orden concreto de aparición de los sufijos a añadir.
El género en klingon no indica sexo, a diferencia del inglés o el español, o alguna otra atribución como en danés u otras lenguas, sino que indica si un nombre es una parte del cuerpo, o algo útil para usar, o ninguno de los dos casos.
Los verbos en klingon son incluso más complejos, recibiendo un sufijo que indica el número y la persona del sujeto y el objeto, más sufijos de nueve clases específicas, más una clase especial de sufijos llamada rovers ("errantes"). Cada uno de los cuatro rovers conocidos posee una única función, ubicados en una posición específica entre los sufijos en el verbo. Los verbos se clasifican por aspecto (predisposición y voluntad), causativa, modo, negación y honorífico, existiendo únicamente dos modos: indicativo e imperativo.
El orden de palabras más frecuente en klingon es el de Objeto Verbo Sujeto, siendo este orden en algunos casos la inversa exacta del orden de palabras en inglés (y en español):
(1) 
DaH mojaq.mey.vam DI.vuS.nIS.be' 'e' vI.Har
ahora-ADV sufijo. PL.DEM 1PL-3PL.delimitar.necesitar.no que 1SG-3SG.creer
"Creo que no necesitamos delimitar esos sufijos ahora"
Al parecer suelen evitarse las redundancias como, por ejemplo, cuando el prefijo DI- indica que el objeto directo mojaq es plural, por lo que un hablante de klingon normalmente omitiría el sufijo de plural -mey y diría:
(2) DaH mojaq.vam DI.vuS.nIS.be' 'e' vI.Har
A diferencia de otras muchas lenguas auxiliares, que suelen buscar para cada elemento un equivalente en otras lenguas humanas para hacer así más fácil su aprendizaje, o para ser más regular con pocas excepciones (como sucede en otros idiomas existentes), el klingon trata de alejarse de las características más comunes de otros lenguajes, manteniendo sus excepciones dentro de sus propias reglas.

## Sistemas de escritura
En las producciones de la serie Star Trek se utilizaban meros símbolos decorativos para aparentar un sistema de escritura propio de los klingon y crear así un ambiente adecuado. Los símbolos originales empleados para "escribir" el klingon fueron diseñados por Astra Image Corporation para Star Trek: La Película, aunque son a menudo atribuidos erróneamente a Michael Okuda. Estas letras están basadas en los signos (normalmente tres letras) que aparecen sobre el casco de las naves espaciales klingon, que fueron creados originalmente por Matt Jeffries, así como en la escritura tibetana debido a que las letras de esta escritura poseen formas muy agudas y afiladas, un patrón escogido para demostrar la devoción de los klingon por las armas blancas, como espadas y cuchillos.
Aunque en las series de televisión los klingon usan su propio sistema de escritura extraterrestre, el sistema de escritura habitual entre aficionados del klingon es el alfabeto latino. En The Klingon Dictionary su alfabeto es denominado pİqaD pero no se proporciona más información sobre él. 

### AlfabetopIqaDen versión delKlingon Language Institute

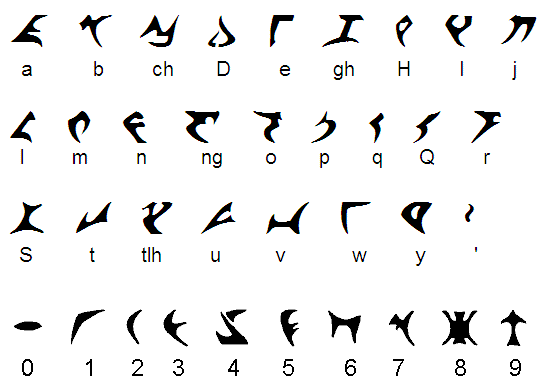
Alfabeto pIqaD del KLI (Instituto del Lenguaje Klingon)

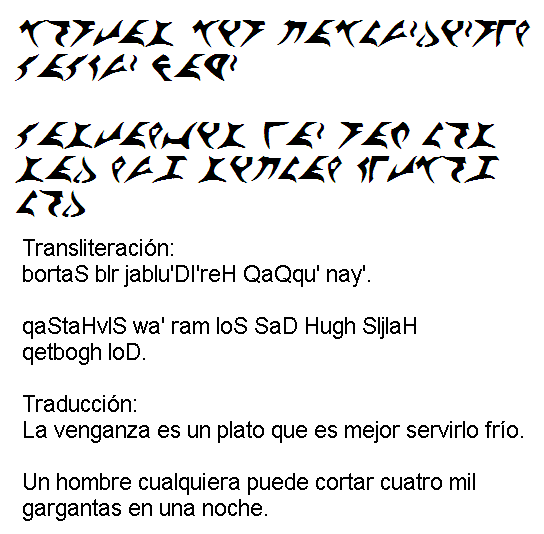
Frases de ejemplo en pIqaD del KLI

Este alfabeto, denominado pIqaD, fue diseñado por una fuente anónima de Paramount, quien basó su alfabeto en las letras que podían apreciarse en la saga. Esta es la fuente estándar del Klingon Language Institute, y de Paramount, aunque esta última no use los caracteres de manera sistemática. Aunque el alfabeto latino es el usado habitualmente para escribir el klingon, este alfabeto ha obtenido cierta aceptación entre la comunidad de seguidores de Star Trek y entre los propios hablantes, si bien muchos aficionados siguen prefiriendo el alfabeto latino.
El alfabeto es bastante sencillo: consta de 26 letras, con una correspondencia simple de grafema-fonema, es decir, una letra representa un único sonido, y un sonido se representa con una sola letra. También se incluyen 10 signos numerales en el alfabeto. Se escribe de izquierda a derecha, y de arriba abajo, como en inglés o español. No existen hasta la fecha signos de puntuación, aunque una forma de representarla la proporciona la escritura Skybox, como se describe más abajo.
En septiembre de 1997, Michael Everson realizó una propuesta para codificar este alfabeto en Unicode, aunque el Comité Técnico de Unicode rechazó su propuesta en mayo del 2001 por considerar, entre otros, la falta de uso en publicaciones, la posible infracción de derechos de marca y que la escritura puede ser considerada en realidad un cifrado en lugar de un sistema de escritura. Everson creó entonces una descripción del pIqaD dentro del Área de Uso Privado de Unicode y la añadió al registro ConScript, mantenido por él mismo, (en el rango U+F8D0 a U+F8FF. Desde entonces han aparecido varias fuentes que utilizan esta codificación, estando también disponible el software para escribir en pIqaD. Como consecuencia, han empezado a proliferar los blogs en pIqaD.[cita requerida] También pueden convertirse fácilmente los textos existentes en romanización al pIqaD.
Michael Okuda, el diseñador habitual de arte escénico de Star Trek, así como otros miembros de Paramount, han rechazado abiertamente esta codificación.[cita requerida]

### AlfabetopIqaDen la baraja de cartas de Skybox

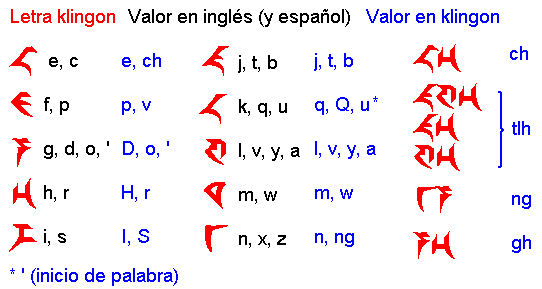
Alfabeto klingon de Skybox

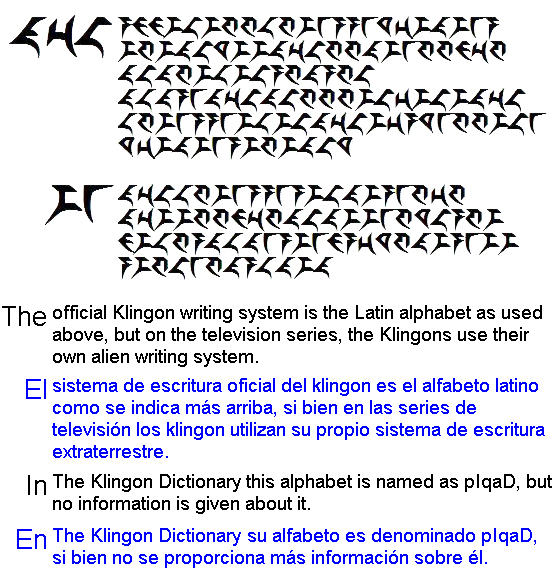
Texto de ejemplo escrito en pIqaD de Skybox

El pIqaD del KLI no es la única representación gráfica existente de las letras klingon. Las letras de Astra Image fueron incluidas en el paquete de fuentes de Bitstream aprobado por Paramount. Esta fuente es la empleada por los equipos de producción de las series de Star Trek para crear los gráficos klingon, aunque solo es utilizada de forma aleatoria y decorativa, no para expresar texto en sí mismo.
La compañía de cartas Skybox utilizó esta fuente cuando creó las cartas en klingon para la colección de Star Trek: La Nueva Generación. Estas cartas detallaban aspectos de la cultura klingon mediante texto en pIqaD, así como una transliteración y traducción supervisada por Marc Okrand en algunas de ellas, que mostraban un texto transliterado a caracteres latinos.
Debido a sus características, el pIqaD de Skybox es bastante inapropiado para escribir en klingon, ya que la ambigüedad de las letras hace que una palabra pueda ser leída de diferente forma, presentando así múltiples homógrafos. Los elogios más amistosos y los insultos más graves podrían escribirse de la misma forma, aunque el contexto ayude a aclarar el significado . La escritura se escribe en líneas horizontales de izquierda a derecha, y de arriba abajo, como en inglés y español. Puede ser escrito con espacios entre las palabras (cualquier verbo, nombre o similar, a los que se pueden añadir prefijos o sufijos) y signos de puntuación. En este caso, los signos de puntuación utilizados son:
- Un triángulo hacia arriba, que funciona como una coma, dos puntos o punto y coma.
- Un triángulo hacia abajo, que funciona como una pausa total (punto y aparte), una interrogación o una exclamación.
- Un signo similar a un guion, de función desconocida.
- Un signo similar a un apóstrofo, de función también desconocida.

Estos signos triangulares de puntuación han también sido aceptados por los usuarios habituales del pIqaD del KLI.
El klingon puede escribirse también sin espacios entre las palabras ni puntuación, siendo la forma habitual en que aparece en los producciones de Star Trek. Como en inglés (y en español), el texto klingon puede ser justificado a la izquierda, centrado o justificado a la derecha, y escrito en columnas verticales o en recuadros.

### Escritura Mandel

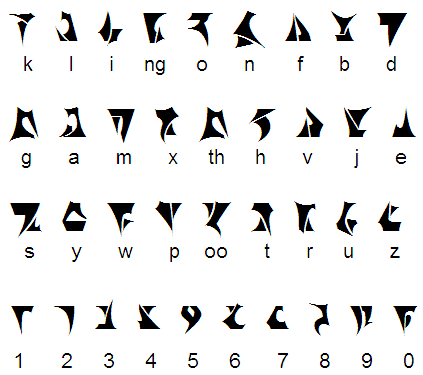
Alfabeto Mandel o Klinzhai

Una tercera escritura, conocida como Klinzhai o escritura Mandel, fue incluida en The U.S.S. Enterprise Officer's Manual de 1980 ("Manual de Oficiales del USS Enterprise"). Es muy similar a los signos que aparecen en el casco de la nave de batalla D7, y está basado levemente en el arte conceptual de Matt Jeffries, diseñador de Star Trek: La Serie Original. Sus letras representan varias letras y dígrafos del inglés, sin tener ninguna relación con el idioma klingon de Marc Okrand. Como los otros dos alfabetos anteriores, se escribe normalmente en la misma dirección, de izquierda a derecha. Algunos seguidores han sugerido que este alfabeto sea utilizado para escribir el klingonaase en su forma nativa.[cita requerida]